# 2020 en Colombie
Cet article présente les faits marquants de l'année 2020 en Colombie.

## Évènements
- 21 mars : dans un contexte où les mesures de confinement prises contre la pandémie de covid-19 ont entre autres fait monter les tensions dans les prisons, une tentative d'évasion dans la prison de La Modelo y déclenche une mutinerie, dans laquelle 23 détenus trouvent la mort et où 90 personnes (83 détenus et 7 gardiens) sont blessées[1].
- 24 mars : Carlota Isabel Salinas, leader de l'association féministe Organización Femenina Popular, est assassinée par un commando devant son domicile à San Pablo (Bolívar, nord de la Colombie), son mari est porté disparu[2].
- 10 juin : le Conseil [municipal] de Bogota interdit de blesser ou tuer les taureaux à la corrida, interdisant de fait la plupart des formes de corrida dans la capitale colombienne[3].
- 6 juillet : explosion d'un camion-citerne à Tasajera, dans la municipalité de Pueblo Viejo, tuant 45 personnes et en blessant au moins 19 autres.
- 4 août : le Cour suprême place en détention le sénateur et ancien président Álvaro Uribe dans le cadre d'une enquête pour subornation de témoins et fraude.
- 11-28 août : une série de 9 massacres en Colombie provoque au moins 42 morts, le gouvernement accuse des groupes armés en lien avec le narcotrafic[4].
- 9 septembre : après la mort d'un homme au cours de son interpellation durant laquelle il avait reçu une dizaine de décharges électriques - ce qui entraînera la suspension des deux policiers impliqués - une manifestation pour demander une réforme de la police a lieu devant le commissariat de Bogota où Javier Ordoñez est décédé, dans la soirée elle s'étend au reste de la ville et vire à l'émeute, provoquant au moins 403 blessés (209 manifestants et 194 membres des forces de sécurité) et 13 morts, dont 5 tués par la même personne en fuite[5],[6],[7],[8] ; 66 des blessés et 7 des morts l'ont été par balles, la plupart du temps tirées par la police[7],[9].